# Pons Major
Il Pons Major o Ponte Maggiore è un antico ponte di epoca romana di Ivrea, i cui resti sono oggi parzialmente visibili nel letto della Dora Baltea.

## Storia
La città di Ivrea, in epoca romana nota col nome di Eporedia, era originariamente collegata alla sponda destra della Dora Baltea (Dura Major in latino) tramite un ponte costruito nel punto più stretto del letto del fiume e che porta oggi il nome di ponte Vecchio. Fu durante l'alluvione del 1977 che emersero per la prima volta i resti di un secondo ponte, successivamente analizzati e documentati dalla Soprintendenza Archeologica del Piemonte in collaborazione con il Servizio Tecnico di Archeologia Subacquea del Ministero dei Beni Culturali e dal Gruppo Archeologico Canavesano durante i lavori di ripristino degli argini eseguiti a seguito dell'eccezionale piena del 1993.
Il ponte venne presumibilmente edificato nel I secolo d.C. quale opera monumentale, ma crollò a causa di una violenta piena di data imprecisata con molta probabilità non molto successiva alla sua realizzazione.

## Descrizione
L'antico ponte, sorto a circa 500 metri più a valle del ponte Vecchio in un punto decisamente meno adatto alla realizzazione di una tale struttura data la larghezza e la conformazione sabbiosa dell'alveo, misurava in lunghezza circa 150 metri. Era costituito da dieci arcate delle quali le quattro centrali erano quelle di maggiore ampiezza. Ciascuna delle arcate era composta da cinque grandi archi paralleli fatti di cocci di pietra colmati da un getto di conglomerato. Le arcate poggiavano su undici piedritti di calcestruzzo con paramento in conci di pietra, fondati su pali di legno con punte in ferro conficcati nell'alveo sabbioso del fiume. Il ponte sosteneva una strada basolata larga circa 5 metri e mezzo affiancata da stretti marciapiedi laterali di circa 45 centimetri di larghezza. La carreggiata era protetta da parapetti in pietra lavorati in forma di toro.

### Banchina romana
Il tratto di sponda sinistra del fiume in corrispondenza del ponte era adibito, in epoca romana, a banchina d'attracco per le imbarcazioni che risalivano e discendevano la Dora. Sulla banchina, lunga oltre un centinaio di metri, si innestava nella sua estremità occidentale un condotto fognario proveniente dall'abitato. Analisi sui resti ritrovati hanno permesso di comprendere la conformazione di tale struttura.